# Mummeshohl
Mummeshohl ist ein Ortsteil der Gemeinde Schalksmühle im Märkischen Kreis im Regierungsbezirk Arnsberg in Nordrhein-Westfalen (Deutschland).

## Lage und Beschreibung
Der Wohnplatz befindet sich auf einen Höhenzug zwischen dem Bach Hilmecke und dessen Zufluss Mannigfalt. Der Ort ist über eine Zufahrt aus Ramsloh erreichbar, die auch Haue, Mesewinkel, Berkey und Siepen anbindet.
Weitere Nachbarorte auf dem Schalksmühler Gemeindegebiet sind Rölveder Mühle, Everinghausen, Hülscheid, Altenhülscheid, Dornbusch, Schmermbecke, Felde, Spormecke, Davidshöhe und die Wüstung Hilmecke.

## Geschichte
Mummeshohl gehörte bis zum 19. Jahrhundert der Midder Bauerschaft des Kirchspiels Hülscheid an. Ab 1816 war der Ort Teil der Gemeinde Hülscheid in der Bürgermeisterei Halver im Kreis Altena, 1818 lebten 18 Einwohner im Ort. Der laut der Ortschafts- und Entfernungs-Tabelle des Regierungs-Bezirks Arnsberg unter dem Namen Mummersholl als Hof kategorisierte Ort besaß 1839 zwei Wohnhäuser und zwei landwirtschaftliche Gebäude. Zu dieser Zeit lebten 13 Einwohner im Ort, allesamt evangelischen Bekenntnisses.
1844 wurde die Gemeinde Hülscheid mit Mummeshohl von dem Amt Halver abgespaltet und dem neu gegründeten Amt Lüdenscheid zugewiesen.
Der Ort ist auf der Preußischen Uraufnahme von 1840 unter dem Namen Mummeshol verzeichnet. Ab der Preußischen Neuaufnahme von 1892 ist der Ort auf Messtischblättern der TK25 als Mummeshohl verzeichnet.
Die Gemeinde- und Gutbezirksstatistik der Provinz Westfalen führt 1871 den Ort als Weiler unter dem Namen Mummeshohl mit zwei Wohnhäuser und 14 Einwohnern auf.  Das Gemeindelexikon für die Provinz Westfalen gibt 1885 für Mummeshohl eine Zahl von acht Einwohnern an, die in zwei Wohnhäusern lebten. 1895 besitzt der Ort zwei Wohnhäuser mit 15 Einwohnern, 1905 werden zwei Wohnhäuser und 13 Einwohner angegeben.
1969 wurden die Gemeinden Hülscheid und Schalksmühle zur amtsfreien Großgemeinde (Einheitsgemeinde) Schalksmühle im Kreis Altena zusammengeschlossen und Mummeshohl gehört seitdem politisch zu Schalksmühle, das 1975 auf Grund des Sauerland/Paderborn-Gesetzes Teil des neu geschaffenen Märkischen Kreises wurde.